# Stefano Fabri
Stefano Fabri (* ca. 1560 in Orvieto; † 28. August 1609 in Loreto) war Komponist und ein Kapellmeister der Cappella Giulia in der Nachfolge von Ruggiero Giovanelli. Er war der Sohn des Kapellmeisters der Kathedrale von Orvieto Franceso Fabri. Er ist auch der Vater von Stefano Fabri junior, welcher dann auch als Lehrmeister von Francesco Beretta in Erscheinung trat.

## Leben
Der Sohn eines flämischen Musikers namens Faber (it. Fabri) an der Kathedrale von Orvieto erhielt ebenda seine erste musikalische Ausbildung als Sängerknabe (1568–85), zudem als Organist (1580–81) und Posaunist (1582–83). 1590 wechselte er nach Rom um Kapellmeister am Deutschen Collegium (Collegium Germanicum) zu werden. Von Mai 1599 bis Sept. 1601 war er der Kapellmeister der Capella Giulia in Rom, an der auch später sein Sohn wirkte. 1601 bis 1607 nahm er eine Stellung an der Lateranbasilika an. 1608 bis zu seinem Tode hatte er die Position eines Kapellmeisters der Basilika vom Heiligen Haus in Loreto in Loreto inne, wo er in der Nähe auch begraben wurde. Zudem wird er auch als Maestro der Kirche San Luigi dei Francesi und der Basilika Santa Maria Maggiore erwähnt neben seinen o. g. Beschäftigungen in San Pietro, Lateran und Loreto.

## Verwechslungsmöglichkeit
François-Joseph Fétis erwähnt in seinem Werk einen Stephanus Fabrus bzw. Stephan Faber, welcher in Nürnberg in einem Druck durch Kaufmann 1607 sich selbst als Fr. Ludimatore in imperiale civitate Gienga in seinen Cantionae aliquot sacrae trium vocum bezeichnet. Er ist nicht identisch mit dem hier beschriebenen Stefano Fabri, der von Bertoletti in einem Brief an den Herzog von Mantua noch im Jahre 1609 als maestro di Cappella et Cantore della Madonna di Loreto bezeichnet wird.

## Werke
Fabri war als Komponist sakraler Musik bekannt und hatte einen Ruf als fähiger Kontrapunktist. Litaniae lauretanae und Antiphone sind bekannt (Codice n.42, Cappella Giulia XV 62). Ein weltliches Werk hat sich auch erhalten A poco a poco more und findet sich in Musica di diversi eccellentissimi musici von Angelo Gardano (1604).

## Weiterführende Literatur
- Giancarlo Rostirolla: La Cappella Giulia 1513–2013: Cinque secoli di musica sacra in San Pietro. Il magistero di Stefano Fabri (1599–1601). Bärenreiter-Verlag, 10. April 2018
- Grove, George; Dictionary of Music and Musicians; London: Macmillan and Co.
- Roberto Grisley: Fabri, Stefano iunior. In: Fiorella Bartoccini (Hrsg.): Dizionario Biografico degli Italiani (DBI). Band 43: Enzo–Fabrizi. Istituto della Enciclopedia Italiana, Rom 1993, über seinen Sohn.

## Notenbeispiel
- Tu es Petrus. Motteta à 8 [2 chori a 4 v. con organo] del sigr. Stefano Fabri, maestrodi cappella in S. Luigi di Francesi in Roma; Bibliotheque nationale de France, Gallica